# Doris (geslacht)
Doris is een geslacht van zeenaaktslakken (Nudibranchia) uit de familie Dorididae. De wetenschappelijke naam werd gepubliceerd in 1758 door Carl Linnaeus in de tiende editie van Systema naturae. Linnaeus vermeldde daarbij Doris verrucosa, de typesoort van het geslacht.

## Soorten
- Doris acerico Ortea & Espinosa, 2017
- Doris adrianae Urgorri & Señarís, 2021
- Doris alboranica Bouchet, 1977
- Doris ananas Lima, Tibiriçá & Simone, 2016
- Doris atypica (Eliot, 1906)
- Doris beringiensis (Martynov, Sanamyan & Korshunova, 2015)
- Doris bertheloti (d'Orbigny, 1839)
- Doris bicolor (Bergh, 1884)
- Doris bovena Er. Marcus, 1955
- Doris caeca (Valdés, 2001)
- Doris cameroni (Allan, 1947)
- Doris capensis (Bergh, 1907)
- Doris chrysoderma Angas, 1864
- Doris claurina (Er. Marcus, 1959)
- Doris elegans Quoy & Gaimard, 1832
- Doris falklandica (Eliot, 1907)
- Doris fontainii d'Orbigny, 1837
- Doris fretterae T. E. Thompson, 1980
- Doris fulva (Eliot, 1907)
- Doris hayeki Ortea, 1998
- Doris ilo (Er. Marcus, 1955)
- Doris immonda (Risbec, 1928)
- Doris januarii (Bergh, 1878)
- Doris juanformelli Ortea & Espinosa, 2017
- Doris kerguelenensis (Bergh, 1884)
- Doris kpone Edmunds, 2013
- Doris kyolis (Ev. Marcus & Er. Marcus, 1967)
- Doris laboutei (Valdés, 2001)
- Doris leoparda Kelaart, 1858
- Doris magnotuberculata (Martynov, Sanamyan & Korshunova, 2015)
- Doris marmorata Risso, 1818
- Doris minuta Edmunds, 2013
- Doris montereyensis J. G. Cooper, 1863
- Doris morenoi Ortea, 1989
- Doris nanula (Bergh, 1904)
- Doris nobilis (Odhner, 1907)
- Doris nucleola Pease, 1860
- Doris ocelligera (Bergh, 1881)
- Doris odhneri (MacFarland, 1966)
- Doris parrae Ortea, 2017
- Doris pickensi Marcus & Marcus, 1967
- Doris pseudoargus Rapp, 1827 = Citroenslak
- Doris pseudoverrucosa (Ihering, 1886)
- Doris scripta (Bergh, 1907)
- Doris sticta (Iredale & O'Donoghue, 1923)
- Doris sugashimae (Baba, 1998)
- Doris tanya Ev. Marcus, 1971
- Doris tricolor (Baba, 1938)
- Doris verrucosa Linnaeus, 1758
- Doris violacea (Bergh, 1904)
- Doris viridis (Pease, 1861)
- Doris wellingtonensis Abraham, 1877

### Taxon inquirendum
- Doris albolimbata Rüppell & Leuckart, 1830
- Doris cerebralis Gould, 1852
- Doris infrapicta E. A. Smith, 1884
- Doris pallida Gould, 1870
- Doris phyllophora Mörch, 1859
- Doris punctata Rüppell & Leuckart, 1830
- Doris punctatissima Mörch, 1859
- Doris raripilosa Abraham, 1877
- Doris smaragdina Gould, 1852
- Doris spiraculata Gould, 1852
- Doris tessellata Bergh, 1879
- Doris umbrella Rochebrune, 1895
- Doris villosa Pease, 1871

### Nomen dubium
- Doris alba van Hasselt, 1824
- Doris amarilla Pöppig, 1829
- Doris antarctica Hedley, 1916
- Doris aurata Forbes, 1844
- Doris carinata Alder & Hancock, 1864
- Doris fabrei Crosse, 1875
- Doris fasciculata Müller, 1776 (nomen dubium, Placed in the Official Index of Rejected and Invalid Specific Names in Zoology by ICZN (Opinion 773). Name No. 865.)
- Doris flammea Alder & Hancock, 1844
- Doris lacinulata Müller, 1776
- Doris lacinulata Gmelin, 1791 (nomen dubium, Placed in the Official Index of Rejected and Invalid Specific Names in Zoology by ICZN (Opinion 773). Name No. 863.)
- Doris luteola Couthouy in Gould, 1852
- Doris maculosa Cuvier, 1804
- Doris magellanica Cunningham, 1871
- Doris planulata Couthouy, 1852
- Doris plumulata Couthouy in Gould, 1852
- Doris rossiteri Crosse, 1875
- Doris rusticata Alder & Hancock, 1864
- Doris venosa Quoy & Gaimard, 1832

### Nomen nudum
- Doris chilensis Abraham, 1877

### Synoniemen
- Doris (Actinodoris) Ehrenberg, 1831 => Actinodoris Ehrenberg, 1831
- Doris (Adalaria) Bergh, 1878 => Adalaria Bergh, 1878
  - Doris (Adalaria) sibirica Aurivillius, 1887 => Calycidoris guentheri Abraham, 1876
- Doris (Asteronotus) => Asteronotus Ehrenberg, 1831
  - Doris (Asteronotus) sanguinea J. G. Cooper, 1863 => Aldisa sanguinea (J. G. Cooper, 1863)
- Doris (Glossodoris) Ehrenberg, 1831 => Glossodoris Ehrenberg, 1831
- Doris (Platydoris) Bergh, 1877 => Platydoris Bergh, 1877
  - Doris (Platydoris) infrapicta E. A. Smith, 1884 => Doris infrapicta E. A. Smith, 1884
- Doris affinis Gmelin, 1791 => Flabellina affinis (Gmelin, 1791)
- Doris alabastrina Cooper, 1863 => Aldisa alabastrina (Cooper, 1863)
- Doris albescens Philippi, 1836 => Felimida purpurea (Risso, 1831)
- Doris albopunctata J. G. Cooper, 1863 => Doriopsilla albopunctata (J. G. Cooper, 1863)
- Doris albopustulosa Pease, 1860 => Goniobranchus albopustulosus (Pease, 1860)
- Doris amabilis Kelaart, 1859 => Chromodoris aspersa (Gould, 1852)
- Doris angustipes Mörch, 1863 => Platydoris angustipes (Mörch, 1863)
- Doris apiculata Alder & Hancock, 1864 => Sclerodoris apiculata (Alder & Hancock, 1864)
- Doris arborescens O. F. Müller, 1776 => Dendronotus frondosus (Ascanius, 1774)
- Doris arbutus Angas, 1864 => Rostanga arbutus (Angas, 1864)
- Doris areolata Alder & Hancock, 1864 => Dendrodoris areolata (Alder & Hancock, 1864)
- Doris areolata Stuwitz, 1836 => Doris pseudoargus Rapp, 1827
- Doris argo Linnaeus, 1767 => Platydoris argo (Linnaeus, 1767)
- Doris aspera Alder & Hancock, 1842 => Onchidoris muricata (O. F. Müller, 1776)
- Doris aspersa Gould, 1852 => Chromodoris aspersa (Gould, 1852)
- Doris atrata Kelaart, 1858 => Dendrodoris fumata (Rüppell & Leuckart, 1830)
- Doris atromarginata Cuvier, 1804 => Doriprismatica atromarginata (Cuvier, 1804)
- Doris atroviridis Kelaart, 1858 => Dendrodoris nigra (Stimpson, 1855)
- Doris aurantiaca Eliot, 1913 => Doris granulosa (Pease, 1860)
- Doris aurea Quoy & Gaimard, 1832 => Dendrodoris aurea (Quoy & Gaimard, 1832)
- Doris auriculata Müller, 1776 => Facelina auriculata (Müller, 1776)
- Doris aurita Gould, 1852 => Gymnodoris aurita (Gould, 1852)
- Doris barnardi Collingwood, 1868 => Chromodoris barnardi (Collingwood, 1868)
- Doris barvicensis G. Johnston, 1838 => Goniodoris nodosa (Montagu, 1808)
- Doris beaumonti Farran, 1903 => Diaphorodoris luteocincta (M. Sars, 1870)
- Doris bifida Verrill, 1870 => Acanthodoris pilosa (Abildgaard [in Müller], 1789)
- Doris bifida Montagu, 1816 => Hermaea bifida (Montagu, 1816)
- Doris bilamellata Linnaeus, 1767 => Onchidoris bilamellata (Linnaeus, 1767)
- Doris biscayensis P. Fischer, 1872 => Doris verrucosa Linnaeus, 1758
- Doris bistellata Verrill, 1900 => Aphelodoris antillensis Bergh, 1879
- Doris bodoensis Gunnerus, 1770 => Aeolidia papillosa (Linnaeus, 1761)
- Doris branchialis Rathke, 1806 => Favorinus branchialis (Rathke, 1806)
- Doris brittanica G. Johnston, 1838 => Doris pseudoargus Rapp, 1827
- Doris caerulea Risso, 1826 => Felimare villafranca (Risso, 1818)
- Doris caerulea Montagu, 1804 => Trinchesia caerulea (Montagu, 1804)
- Doris calcarae Vérany, 1846 => Felimare picta (Philippi, 1836)
- Doris canariensis d'Orbigny, 1839 => Platydoris argo (Linnaeus, 1767)
- Doris carbunculosa Kelaart, 1858 => Dendrodoris carbunculosa (Kelaart, 1858)
- Doris cardinalis Gould, 1852 => Hexabranchus sanguineus (Rüppell & Leuckart, 1830)
- Doris carinata Quoy & Gaimard, 1832 => Atagema carinata (Quoy & Gaimard, 1832)
- Doris carneola Angas, 1864 => Doriopsilla carneola (Angas, 1864)
- Doris castanea Kelaart, 1858 => Sclerodoris tuberculata Eliot, 1904
- Doris cervina Gmelin, 1791 => Dendronotus frondosus (Ascanius, 1774)
- Doris cespitosus van Hasselt, 1824 => Asteronotus cespitosus (van Hasselt, 1824)
- Doris clavigera O. F. Müller, 1776 => Limacia clavigera (O. F. Müller, 1776)
- Doris coccinea Forbes, 1848 => Rostanga rubra (Risso, 1818)
- Doris coerulea Risso, 1818 => Felimare villafranca (Risso, 1818)
- Doris complanata Verrill, 1880 => Geitodoris planata (Alder & Hancock, 1846)
- Doris concinna Alder & Hancock, 1864 => Discodoris concinna (Alder & Hancock, 1864)
- Doris cornuta Rathke, 1806 => Polycera quadrilineata (O. F. Müller, 1776)
- Doris coronata Gmelin, 1791 => Doto coronata (Gmelin, 1791)
- Doris crucis Ørsted in Mörch, 1863 => Discodoris crucis (Ørsted in Mörch, 1863)
- Doris cruenta Quoy & Gaimard, 1832 => Platydoris cruenta (Quoy & Gaimard, 1832)
- Doris debilis Pease, 1871 => Dendrodoris nigra (Stimpson, 1855)
- Doris decora Pease, 1860 => Goniobranchus decorus (Pease, 1860)
- Doris delicata Abraham, 1877 => Tyrinna delicata (Abraham, 1877)
- Doris denisoni Angas, 1864 => Dendrodoris krusensternii (Gray, 1850)
- Doris depressa Alder & Hancock, 1842 => Knoutsodonta depressa (Alder & Hancock, 1842)
- Doris derelicta P. Fischer, 1867 => Doris verrucosa Linnaeus, 1758
- Doris diademata Gould, 1870 => Onchidoris diademata (Gould, 1870)
- Doris diaphana Alder & Hancock, 1845 => Onchidoris muricata (O. F. Müller, 1776)
- Doris dorsalis Gould, 1852 => Mexichromis lemniscata (Quoy & Gaimard, 1832)
- Doris echinata Pease, 1860 => Atagema echinata (Pease, 1860)
- Doris echinata O'Donoghue, 1922 => Diaulula odonoghuei (Steinberg, 1963)
- Doris elegans Cantraine, 1835 => Felimare picta (Philippi, 1836)
- Doris elegantula Philippi, 1844 => Felimida elegantula (Philippi, 1844)
- Doris ellioti Alder & Hancock, 1864 => Platydoris ellioti (Alder & Hancock, 1864)
- Doris elongata W. Thompson, 1840 => Goniodoris nodosa (Montagu, 1808)
- Doris eolida Quoy & Gaimard, 1832 => Okenia eolida (Quoy & Gaimard, 1832)
- Doris eubalia Fischer P., 1872 => Doris sticta (Iredale & O'Donoghue, 1923)
- Doris fasciculata Gmelin, 1791 => Fiona pinnata (Eschscholtz, 1831)
- Doris fidelis Kelaart, 1858 => Goniobranchus fidelis (Kelaart, 1858)
- Doris fimbriata Delle Chiaje, 1841 => Kaloplocamus ramosus (Cantraine, 1835)
- Doris flabellifera Cheeseman, 1881 => Doris granulosa (Pease, 1860)
- Doris flammulatus Quoy & Gaimard, 1832 => Hexabranchus sanguineus (Rüppell & Leuckart, 1830)
- Doris flava Montagu, 1804 => Polycera quadrilineata (O. F. Müller, 1776)
- Doris flavipes Leuckart, 1828 => Doris pseudoargus Rapp, 1827
- Doris flemingii Forbes, 1838 => Acanthodoris pilosa (Abildgaard [in Müller], 1789)
- Doris fontainei => Doris fontainii d'Orbigny, 1837
- Doris formosa Alder & Hancock, 1864 => Platydoris formosa (Alder & Hancock, 1864)
- Doris fragilis Alder & Hancock, 1864 => Sebadoris fragilis (Alder & Hancock, 1864)
- Doris fumata Rüppell & Leuckart, 1830 => Dendrodoris fumata (Rüppell & Leuckart, 1830)
- Doris funebris Kelaart, 1859 => Jorunna funebris (Kelaart, 1859)
- Doris fusca O. F. Müller, 1776 => Onchidoris bilamellata (Linnaeus, 1767)
- Doris glabella Bergh, 1907 => Discodoris glabella (Bergh, 1907)
- Doris glabra Friele & A. Hansen, 1876 => Cadlina glabra (Friele & A. Hansen, 1876)
- Doris gleniei Kelaart, 1858 => Goniobranchus gleniei (Kelaart, 1858)
- Doris gracilis Rapp, 1827 => Felimare villafranca (Risso, 1818)
- Doris grandiflora Rapp, 1827 => Dendrodoris grandiflora (Rapp, 1827)
- Doris grandiflora Pease, 1860 => Hoplodoris grandiflora (Pease, 1860)
- Doris grandifloriger Abraham, 1877 => Hoplodoris grandiflora (Pease, 1860)
- Doris granulata Ehrenberg, 1831 => Sebadoris fragilis (Alder & Hancock, 1864)
- Doris granulosa (Pease, 1860) => Doriopsis granulosa Pease, 1860
- Doris grisea Kelaart, 1858 => Dendrodoris grisea (Kelaart, 1858)
- Doris grisea Gould, 1870 => Onchidoris grisea (Gould, 1870)
- Doris guttata Risso, 1826 => Dendrodoris grandiflora (Rapp, 1827)
- Doris hepatica Abraham, 1877 => Asteronotus hepaticus (Abraham, 1877)
- Doris hispida d'Orbigny, 1834 => Diaulula hispida (d'Orbigny, 1834)
- Doris humberti Kelaart, 1858 => Glossodoris humberti (Kelaart, 1858)
- Doris illuminata Gould, 1841 => Polycera lessonii d'Orbigny, 1837
- Doris impudica Rüppell & Leuckart, 1830 => Gymnodoris impudica (Rüppell & Leuckart, 1830)
- Doris incii Gray, 1850 => Halgerda willeyi Eliot, 1904
- Doris inconspicua Alder & Hancock, 1851 => Knoutsodonta inconspicua (Alder & Hancock, 1851)
- Doris infravalvata Abraham, 1877 => Platydoris argo (Linnaeus, 1767)
- Doris infucata Rüppell & Leuckart, 1830 => Hypselodoris infucata (Rüppell & Leuckart, 1830)
- Doris intecta Kelaart, 1859 => Atagema intecta (Kelaart, 1859)
- Doris johnstoni Alder & Hancock, 1845 => Jorunna tomentosa (Cuvier, 1804)
- Doris krebsii Mörch, 1863 => Dendrodoris krebsii (Mörch, 1863)
- Doris krohni Vérany, 1846 => Felimida krohni (Vérany, 1846)
- Doris labifera Abraham, 1877 => Discodoris labifera (Abraham, 1877)
- Doris lacera Cuvier, 1804 => Hexabranchus sanguineus (Rüppell & Leuckart, 1830)
- Doris lacera Abildgaard in Müller, 1806 => Issena abildgaardi Pruvot-Fol, 1935
- Doris laevis Linnaeus, 1767 => Cadlina laevis (Linnaeus, 1767)
- Doris laevis Gray M.E., 1850 => Acanthodoris pilosa (Abildgaard [in Müller], 1789)
- Doris lanuginata Abraham, 1877 => Alloiodoris lanuginata (Abraham, 1877)
- Doris lemniscata Quoy & Gaimard, 1832 => Mexichromis lemniscata (Quoy & Gaimard, 1832)
- Doris leuckarti Delle Chiaje, 1841 => Doris pseudoargus Rapp, 1827
- Doris leuckartii Delle Chiaje, 1841 => Doris pseudoargus Rapp, 1827
- Doris lilacina Gould, 1852 => Tayuva lilacina (Gould, 1852)
- Doris limbata Cuvier, 1804 => Dendrodoris limbata (Cuvier, 1804)
- Doris lineata Souleyet, 1852 => Hypselodoris maridadilus Rudman, 1977
- Doris lineolata van Hasselt, 1824 => Chromodoris lineolata (van Hasselt, 1824)
- Doris longicornis Montagu, 1808 => Facelina auriculata (Müller, 1776)
- Doris loveni Alder & Hancock, 1862 => Adalaria loveni (Alder & Hancock, 1862)
- Doris luctuosa Cheeseman, 1882 => Aphelodoris luctuosa (Cheeseman, 1882)
- Doris lugubris Gravenhorst, 1831 => Dendrodoris limbata (Cuvier, 1804)
- Doris lugubris Ehrenberg, 1828 => Dendrodoris limbata (Cuvier, 1804)
- Doris lutea Risso, 1826 => Doris ocelligera (Bergh, 1881)
- Doris luteocincta M. Sars, 1870 => Diaphorodoris luteocincta (M. Sars, 1870)
- Doris luteola Kelaart, 1858 => Taringa sublutea (Abraham, 1877)
- Doris luteorosea Rapp, 1827 => Felimida luteorosea (Rapp, 1827)
- Doris lutescens Delle Chiaje in Verany, 1846 => Felimare picta (Philippi, 1836)
- Doris mabilla Abraham, 1877 => Doris cespitosus van Hasselt, 1824
- Doris maccarthyi Kelaart, 1859 => Doriprismatica atromarginata (Cuvier, 1804)
- Doris maculata Garstang, 1896 => Doris sticta (Iredale & O'Donoghue, 1923)
- Doris maculata Montagu, 1804 => Doto maculata (Montagu, 1804)
- Doris magnifica Quoy & Gaimard, 1832 => Chromodoris magnifica (Quoy & Gaimard, 1832)
- Doris marginata Montagu, 1804 => Cadlina laevis (Linnaeus, 1767)
- Doris marginata Pease, 1860 => Goniobranchus verrieri (Crosse, 1875)
- Doris marginata Quoy & Gaimard, 1832 => Hexabranchus sanguineus (Rüppell & Leuckart, 1830)
- Doris marginatus Quoy & Gaimard, 1832 => Hexabranchus sanguineus (Rüppell & Leuckart, 1830)
- Doris mariei Crosse, 1875 => Dendrodoris nigra (Stimpson, 1855)
- Doris marplatensis Franceschi, 1928 => Polycera marplatensis Franceschi, 1928
- Doris maura Forbes, 1840 => Aegires punctilucens (d'Orbigny, 1837)
- Doris mera Alder & Hancock, 1844 => Archidoris pseudoargus (Rapp, 1827)
- Doris millegrana Alder & Hancock, 1854 => Aporodoris millegrana (Alder & Hancock, 1854)
- Doris muricata O. F. Müller, 1776 => Onchidoris muricata (O. F. Müller, 1776)
- Doris murrea Abraham, 1877 => Peltodoris murrea (Abraham, 1877)
- Doris muscula Abraham, 1877 => Rostanga muscula (Abraham, 1877)
- Doris nardi Vérany, 1846 => Felimare picta (Philippi, 1836)
- Doris nardii Vérany, 1846 => Felimare picta (Philippi, 1836)
- Doris natalensis F. Krauss, 1848 => Discodoris natalensis (F. Krauss, 1848)
- Doris nigra Stimpson, 1855 => Dendrodoris nigra (Stimpson, 1855)
- Doris nigricans J. Fleming, 1820 => Acanthodoris pilosa (Abildgaard [in Müller], 1789)
- Doris nigricans Otto, 1823 => Dendrodoris limbata (Cuvier, 1804)
- Doris nigromaculata Cockerell, 1905 => Dendrodoris nigromaculata (Cockerell, 1905)
- Doris nodosa Montagu, 1808 => Goniodoris nodosa (Montagu, 1808)
- Doris nodulosa Angas, 1864 => Carminodoris nodulosa (Angas, 1864)
- Doris nubilosa Pease, 1871 => Sebadoris nubilosa (Pease, 1871)
- Doris oblonga Alder & Hancock, 1845 => Knoutsodonta oblonga (Alder & Hancock, 1845)
- Doris obsoleta Rüppell & Leuckart, 1830 => Goniobranchus obsoletus (Rüppell & Leuckart, 1830)
- Doris obvelata G. Johnston, 1838 => Jorunna tomentosa (Cuvier, 1804)
- Doris obvelata O. F. Müller, 1776 => Cadlina laevis (Linnaeus, 1767)
- Doris odonoghuei Steinberg, 1963 => Diaulula odonoghuei (Steinberg, 1963)
- Doris olivacea A. E. Verrill, 1900 => Onchidoris olivacea (A. E. Verrill, 1900)
- Doris orbignyi H. Adams & A. Adams, 1858 => Montereina punctifera (Abraham, 1877)
- Doris ornata Ehrenberg, 1831 => Atagema ornata (Ehrenberg, 1831)
- Doris ornata (d'Orbigny, 1837) => Polycera quadrilineata (O. F. Müller, 1776)
- Doris orsinii Vérany, 1846 => Felimare orsinii (Vérany, 1846)
- Doris osseosa Kelaart, 1859 => Atagema osseosa (Kelaart, 1859)
- Doris pallida Rüppell & Leuckart, 1830 => Glossodoris pallida (Rüppell & Leuckart, 1830)
- Doris pantherina Angas, 1864 => Jorunna pantherina (Angas, 1864)
- Doris pardalis Alder & Hancock, 1864 => Discodoris pardalis (Alder & Hancock, 1864)
- Doris pareti Vérany, 1846 => Goniodoris castanea Alder & Hancock, 1845
- Doris pasini Vérany, 1846 => Felimare villafranca (Risso, 1818)
- Doris pecten Collingwood, 1881 => Doriopsis pecten (Collingwood, 1881)
- Doris peculiaris Abraham, 1877 => Doriopsilla peculiaris (Abraham, 1877)
- Doris pedata Montagu, 1816 => Edmundsella pedata (Montagu, 1816)
- Doris pellucida Risso, 1826 => Cadlina pellucida (Risso, 1826)
- Doris pennigera Montagu, 1813 => Thecacera pennigera (Montagu, 1813)
- Doris peregrina Gmelin, 1791 => Cratena peregrina (Gmelin, 1791)
- Doris perplexa Bergh, 1907 => Discodoris perplexa (Bergh, 1907)
- Doris peruviana d'Orbigny, 1837 => Baptodoris peruviana (d'Orbigny, 1837)
- Doris petechialis Gould, 1852 => Goniobranchus petechialis (Gould, 1852)
- Doris philippii Weinkauff, 1873 => Jorunna tomentosa (Cuvier, 1804)
- Doris picta Philippi, 1836 => Felimare picta (Philippi, 1836)
- Doris picturata Ehrenberg, 1831 => Hypselodoris picturata (Ehrenberg, 1831)
- Doris pilosa Abildgaard in Müller, 1789 => Acanthodoris pilosa (Abildgaard [in Müller], 1789)
- Doris pinnatifida Montagu, 1804 => Doto pinnatifida (Montagu, 1804)
- Doris piraini Vérany, 1846 => Felimida purpurea (Risso, 1831)
- Doris planata Alder & Hancock, 1846 => Geitodoris planata (Alder & Hancock, 1846)
- Doris planulata Stimpson, 1853 => Cadlina laevis (Linnaeus, 1767)
- Doris porri Vérany, 1846 => Paradoris indecora (Bergh, 1881)
- Doris preciosa Kelaart, 1858 => Goniobranchus preciosus (Kelaart, 1858)
- Doris prismatica Pease, 1860 => Hypselodoris peasei (Bergh, 1880)
- Doris propinquata Pease, 1860 => Goniobranchus vibratus (Pease, 1860)
- Doris proxima Alder & Hancock, 1854 => Adalaria proxima (Alder & Hancock, 1854)
- Doris pseudida Bergh, 1907 => Discodoris pseudida (Bergh, 1907)
- Doris pulchella Rüppell & Leuckart, 1830 => Hypselodoris pulchella (Rüppell & Leuckart, 1830)
- Doris pulchella Aradas, 1847 => Doris bicolor (Bergh, 1884)
- Doris pulcherrima Cantraine, 1835 => Felimare villafranca (Risso, 1818)
- Doris punctata d'Orbigny, 1839 => Montereina punctifera (Abraham, 1877)
- Doris punctifera Abraham, 1877 => Montereina punctifera (Abraham, 1877)
- Doris punctulifera Bergh, 1874 => Chromodoris aspersa (Gould, 1852)
- Doris punctuolata d'Orbigny, 1837 => Diaulula punctuolata (d'Orbigny, 1837)
- Doris purpurea Risso, 1831 => Felimida purpurea (Risso, 1831)
- Doris pusilla Alder & Hancock, 1845 => Knoutsodonta pusilla (Alder & Hancock, 1845)
- Doris pustulata Abraham, 1877 => Carminodoris pustulata (Abraham, 1877)
- Doris pustulosa Cuvier, 1804 => Ceratosoma pustulosum (Cuvier, 1804)
- Doris quadrangulata Jeffreys, 1869 => Acanthodoris pilosa (Abildgaard [in Müller], 1789)
- Doris quadricolor Rüppell & Leuckart, 1830 => Chromodoris quadricolor (Rüppell & Leuckart, 1830)
- Doris quadricornis Montagu, 1813 => Okenia aspersa (Alder & Hancock, 1845)
- Doris quadrilineata O. F. Müller, 1776 => Polycera quadrilineata (O. F. Müller, 1776)
- Doris radiata Gmelin, 1791 => Glaucus atlanticus Forster, 1777
- Doris ramosa Cantraine, 1835 => Kaloplocamus ramosus (Cantraine, 1835)
- Doris rappi Cantraine, 1841 => Dendrodoris limbata (Cuvier, 1804)
- Doris repanda Alder & Hancock, 1842 => Cadlina laevis (Linnaeus, 1767)
- Doris reticulata Quoy & Gaimard, 1832 => Goniobranchus reticulatus (Quoy & Gaimard, 1832)
- Doris reticulata Philippi, 1836 => Doriopsilla areolata Bergh, 1880
- Doris rocinela Leach, 1852 => Acanthodoris pilosa (Abildgaard [in Müller], 1789)
- Doris rubicunda Cheeseman, 1881 => Rostanga muscula (Abraham, 1877)
- Doris rubra Kelaart, 1858 => Dendrodoris fumata (Rüppell & Leuckart, 1830)
- Doris rubra Risso, 1818 => Rostanga rubra (Risso, 1818)
- Doris rubrilineata Pease, 1871 => Dendrodoris nigra (Stimpson, 1855)
- Doris sandiegensis J. G. Cooper, 1863 => Diaulula sandiegensis (J. G. Cooper, 1863)
- Doris sandwichensis Souleyet, 1852 => Hexabranchus sanguineus (Rüppell & Leuckart, 1830)
- Doris sanguinea Rüppell & Leuckart, 1830 => Hexabranchus sanguineus (Rüppell & Leuckart, 1830)
- Doris sanguinea J. G. Cooper, 1863 => Aldisa sanguinea (J. G. Cooper, 1863)
- Doris scacchi Delle Chiaje, 1830 => Felimare picta (Philippi, 1836)
- Doris schembrii Vérany, 1846 => Doris pseudoargus Rapp, 1827
- Doris schmeltziana Bergh, 1875 => Discodoris schmeltziana (Bergh, 1875)
- Doris schultzii Delle Chiaje, 1841 => Felimare villafranca (Risso, 1818)
- Doris setigera Rapp, 1827 => Dendrodoris limbata (Cuvier, 1804)
- Doris sibirica Aurivillius, 1887 => Calycidoris guentheri Abraham, 1876
- Doris similis Alder & Hancock, 1842 => Acanthodoris pilosa (Abildgaard [in Müller], 1789)
- Doris sinuata van Hasselt, 1824 => Miamira sinuata (van Hasselt, 1824)
- Doris sismondae Vérany, 1846 => Dendrodoris limbata (Cuvier, 1804)
- Doris sordida Quoy & Gaimard, 1832 => Sebadoris fragilis (Alder & Hancock, 1864)
- Doris sordida Pease, 1871 => Dendrodoris nigra (Stimpson, 1855)
- Doris sordida Rüppell & Leuckart, 1830 => Sebadoris fragilis (Alder & Hancock, 1864)
- Doris sordidata Abraham, 1877 => Sebadoris fragilis (Alder & Hancock, 1864)
- Doris sparsa Alder & Hancock, 1846 => Knoutsodonta sparsa (Alder & Hancock, 1846)
- Doris speciosa Abraham, 1877 => Platydoris ellioti (Alder & Hancock, 1864)
- Doris sponsa Ehrenberg, 1831 => Chromodoris sponsa (Ehrenberg, 1831)
- Doris stellata Gmelin, 1791 => Acanthodoris pilosa (Abildgaard [in Müller], 1789)
- Doris stragulata Abraham, 1877 => Sebadoris fragilis (Alder & Hancock, 1864)
- Doris striata Kelaart, 1858 => Platydoris striata (Kelaart, 1858)
- Doris sublaevis W. Thompson, 1840 => Acanthodoris pilosa (Abildgaard [in Müller], 1789)
- Doris sublutea Abraham, 1877 => Taringa sublutea (Abraham, 1877)
- Doris subquadrata Alder & Hancock, 1845 => Acanthodoris pilosa (Abildgaard [in Müller], 1789)
- Doris subtumida Abraham, 1877 => Platydoris argo (Linnaeus, 1767)
- Doris sumptuosa Gould, 1852 => Hexabranchus sanguineus (Rüppell & Leuckart, 1830)
- Doris superba Gould, 1852 => Hexabranchus sanguineus (Rüppell & Leuckart, 1830)
- Doris tenella Gould, 1870 => Onchidoris tenella (Gould, 1870)
- Doris tenera O. G. Costa => Felimare villafranca (Risso, 1818)
- Doris tennentana Kelaart, 1859 => Goniobranchus tennentanus (Kelaart, 1859)
- Doris testudinaria Risso, 1826 => Geitodoris planata (Alder & Hancock, 1846)
- Doris tinctoria Rüppell & Leuckart, 1830 => Goniobranchus tinctorius (Rüppell & Leuckart, 1830)
- Doris tomentosa Cuvier, 1804 => Jorunna tomentosa (Cuvier, 1804)
- Doris tricolor Cantraine, 1835 => Felimare tricolor (Cantraine, 1835)
- Doris trifida J.E. Gray, 1850 => Ceratosoma trilobatum (J.E. Gray, 1850)
- Doris trilobata J.E. Gray, 1850 => Ceratosoma trilobatum (J.E. Gray, 1850)
- Doris tristis Alder & Hancock, 1864 => Atagema tristis (Alder & Hancock, 1864)
- Doris tuberculata Cuvier, 1804 => Doris pseudoargus Rapp, 1827
- Doris tuberculosa Quoy & Gaimard, 1832 => Dendrodoris tuberculosa (Quoy & Gaimard, 1832)
- Doris ulidiana W. Thompson, 1845 => Onchidoris muricata (O. F. Müller, 1776)
- Doris valenciennesi Cantraine, 1841 => Felimare picta (Philippi, 1836)
- Doris varia Abraham, 1877 => Aphelodoris varia (Abraham, 1877)
- Doris variabilis Angas, 1864 => Aphelodoris varia (Abraham, 1877)
- Doris variolata d'Orbigny, 1837 => Diaulula variolata (d'Orbigny, 1837)
- Doris vermicelli Gould, 1852 => Diaulula variolata (d'Orbigny, 1837)
- Doris vermigera Turton, 1807 => Aeolidia papillosa (Linnaeus, 1761)
- Doris vestita Abraham, 1877 => Diaulula punctuolata (d'Orbigny, 1837)
- Doris vibrata Pease, 1860 => Goniobranchus vibratus (Pease, 1860)
- Doris villae Vérany, 1846 => Felimare villafranca (Risso, 1818)
- Doris villafranca Risso, 1818 => Felimare villafranca (Risso, 1818)
- Doris villosa Alder & Hancock, 1864 => Thordisa villosa (Alder & Hancock, 1864)
- Doris virescens Risso, 1826 => Dendrodoris limbata (Cuvier, 1804)
- Doris xantholeuca Ehrenberg, 1831 => Glossodoris pallida (Rüppell & Leuckart, 1830)
- Doris zetlandica Alder & Hancock, 1854 => Aldisa zetlandica (Alder & Hancock, 1854)